# 베티나 하이넨아이예흐

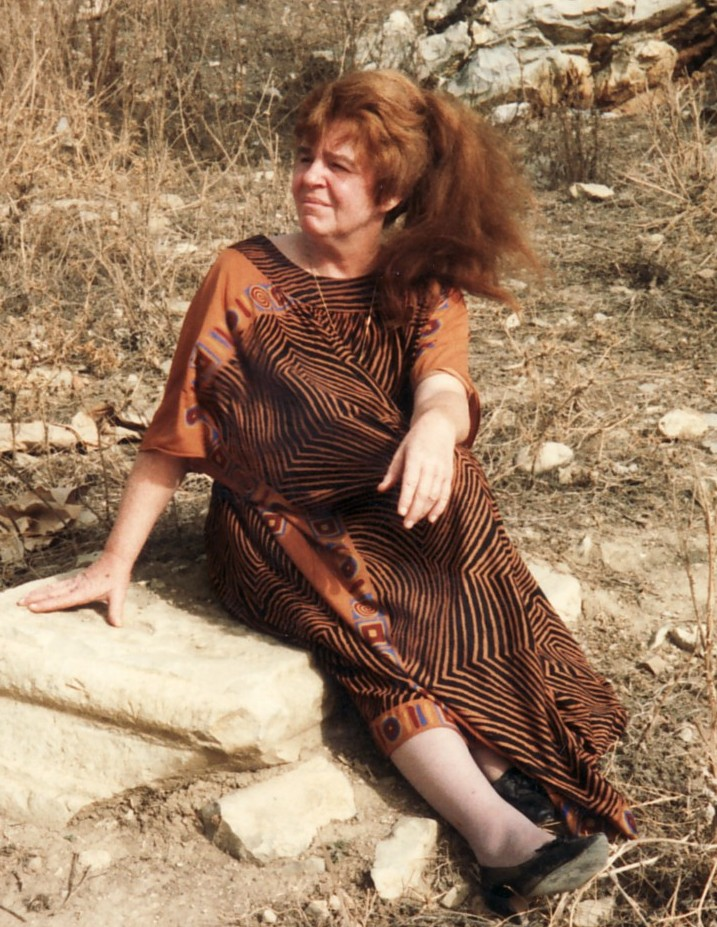
베티나 하이넨아이예흐

베티나 하이넨아이예흐(독일어: Bettina Heinen-Ayech, 1937년 9월 3일 ~ 2020년 6월 7일)는 독일의 화가였다. 그녀는 알제리의 풍경을 담은 채색그림으로 유명해졌다.

## 생애
베티나 하이넨의 아버지는 보헴 태생의 저널리스트 요한 야콥 요제프 “한스” 하이넨(1895-1961)이다. 그는 한동안 졸링겐 일간지 와 산업 신문 에버스발더 오퍼텐블라트의 편집장 이였으며 서정시와 드라마를 연출하기도 하였다. 그녀의 어머니 에르나 스타인호프 (1898-1969)는 뒤셀도르프 에서 태어났으며, 조스트 근처의 저택에 기반을 둔  베스트팔렌 가문 출신이다. 베티나는 졸링겐에서 형제 두 명, 자매 한 명과 예술 그리고 솔직함이 중시되는 부모님 밑에서 자랐다. 그녀의 가족은 회샤이트 구역의 전 납 관리자의 집에서 살았으며 늦은 나이에도 고향을 방문하면 이 집에서 거주 하였다고 한다.
제2차 세계 대전 중인 1942년 부터, 베티나 하이넨은 어머니와 여동생과 함께 알고이의 한 지역인 이즈니 근처 크로이츠탈 아이젠바흐에서 살았다. 뒤늦게 화가이자 가족의 친구인 에르빈 보비엔(1899-1972)도 나치즘을 피해 10년동안의 네덜란드 생화를 정리하고 합류 하였다고 한다. 그녀의 아버지 한스 하이넨은 당시 독일의 실제상황에 대한 기사를 출간한 뒤 1944년에 그 뒤를 따랐다. 크로이츠탈로 한스 하이넨과 보웬에 대한 체포영장이 여러 차례 전달 되었지만 현지 우체국에서 근무하던 여성 직원에 의해 찢겨 졌다고, 하이넨이 전한다.
1948년 부터 1954년 까지 어린 베티나 하이넨은 졸링어 아우구스트-디케 여자학교 를 다녔고, 그곳에서 그녀의 재능을 알아본 선생님의 장려를 받았다고 한다. 정식으로 예술 견습을 받은 것은 1945년 소위 “검은 집“으로 이사한 보웬의 지도하가 처음이라고 한다. 그는 죽을 때까지 그녀의 멘토로 남았다고 한다. 1954년부터 그녀는 퀠렌의 공예학교를 다니며 오토 게르스터가 주도하는 기념비적인 벽화수업에 참여하였고 3개의 예비 수업을 받았다. 1955년에 바트 홈부르크의 쿠르살에서 처음으로 그녀의 수체화와 스케치들 20점이 전시 되었다. 당시 18살 이였던 그녀의 작품들은 프랑크푸르트의 갤러리 소유자 한나 베커 폰 라트에 의해 그룹 전시회인 독일 현대 미술(1955/56)에 포함 되었으며 남아프리카 공화국, 아프리카 그리고 아시아 순회 전시회에서 칼 슈미트-로틀루프, 파울 클레, 막스 베크만, 막스 에른스트, 에른스트 루트비히 키르히너 그리고 케테 콜비츠의 작품들과 함께 전시되었다. 이때  슈미트-로틀루프가 그녀에게 “베티나, 너에게 충실해“ 라며 조언했다고 한다.
그 후에 그녀는 헤르만 카스파의 지도하에 뮌헨 미술원에서 대학생활을 하고 티치노로 여행을 했다. 1958년부터는 코펜하겐의 덴마크 왕립 미술 아카데미에서 대학생활을 하며 향후 자주 간 노르웨이로의 첫 여행을 한다. 그 곳에서 지벤 슈베르스턴 산맥 기슭에 오두막을 샀다.1959년과 1962년에 베티나 하이넨은 노르트라인 베스트팔렌 문화부로 부터 장학금을 받았다. 이후 질트섬, 티치노, 노르웨이 그리고 파리에서 그림을 그리며 지낸다. 1962년에 베티나 하이넨은 독일 문화연구소의 초청을 받아 북아프리카 카이로로 첫 여행을 떠난다.
1960년 베티나는 뤽상부르 공원에서 보웬과 그림을 그리는 중 미래에 그녀의 남편이 될 알제리인 압델 하미드 아이예흐(1962-2010)을 만난다. 딸 디아나의 출생 2년 후인 1961에 그녀의 가족은 남편 아이예흐의 고향인 알제리의 겔마로 이민 간다. 이때 알제리는 이미 프랑스의 식민지에서 해방 되였었다. 1969에 그녀의 아들 하룬이 태어난다. 차후 수십년 동안 베티나 하이넨 – 아이예흐는 영감을 찾아 졸링겐 과 알제리를 오간다. 담배 홀더를 입에 문채 한 때는 4R이였던 차에서 무언가를 찾는 그녀의 모습은 익숙한 광경 이였다고 한다.  훗날 그녀는 알제리를 사랑한 이유엔 “자유롭고 용감한“ 그녀의 남편 하미드도 속한다고 전한다.
1968년에 베티나 하이넨-아이예흐의 작품들이 알제 국립박물관으로부터 구매되고 1976년엔 Grand Prix de la ville d’Alger를 수상한다. 같은 해 그녀는 에르빈 보비엔의 친구모임 회장이 되었다 (보웬은 1972년 사망). 1992년에Musee National des beaux-arts d’Alger 는 그녀의 그림 120점을 전시한 회고전을 개최하였다. 1993년에 그녀는 Solinger Bürgerstiftung Baden의 문화상을 받았다. 그녀를 위한 두 번째 회고전은 2004년 알제리에서 개최 되었으며, 당시 문화부장관 이였던 칼리다 투미의 후원을 받았다. 2006년 알제리 정부는 다시 한 번 그녀에게 경의를 표한다. 같은 해 졸링겐에 있는 그녀의 집에서 에르빈 보비엔의 그림 6점이 도둑 맞는다.
2018년 까지 베티나 하이넨-아이예흐의 작품들은 유럽, 미국 그리고 아프리카에서100개 이상의 개인 그리고 그룹 전시회에 전시 되었다. 그녀의 이름 „베티나“는 예명으로 자리 잡았으며, 아랍어로는 “بتينا“ 라고 번역 되었다. 베티나 하이넨-아이예흐의 삶과 작품들은 책과 영화로 묘사 되었다. 2012년 그녀는 종전후에 첨음으로 크로이츠탈 로 돌아갔고, 바이에른 방송의 텔레비전 제작진이 이를 동행했다.
2020년 6월 7일 그녀는 뮌헨에서 82세의 나이로 사망하였다.
같은 해 그녀가 자란 “검은 집“에 예술가 집단에 의해 그녀와 그녀의 친구들을 기리는 기념 명판이 놓여졌다. 2022년 1월 그녀의 이름을 따 비영리 재단이자 예술, 문화 그리고 국제적 교류 재단인 “베티나 하이넨-아이예흐“이 설립 되었다.

## 작품

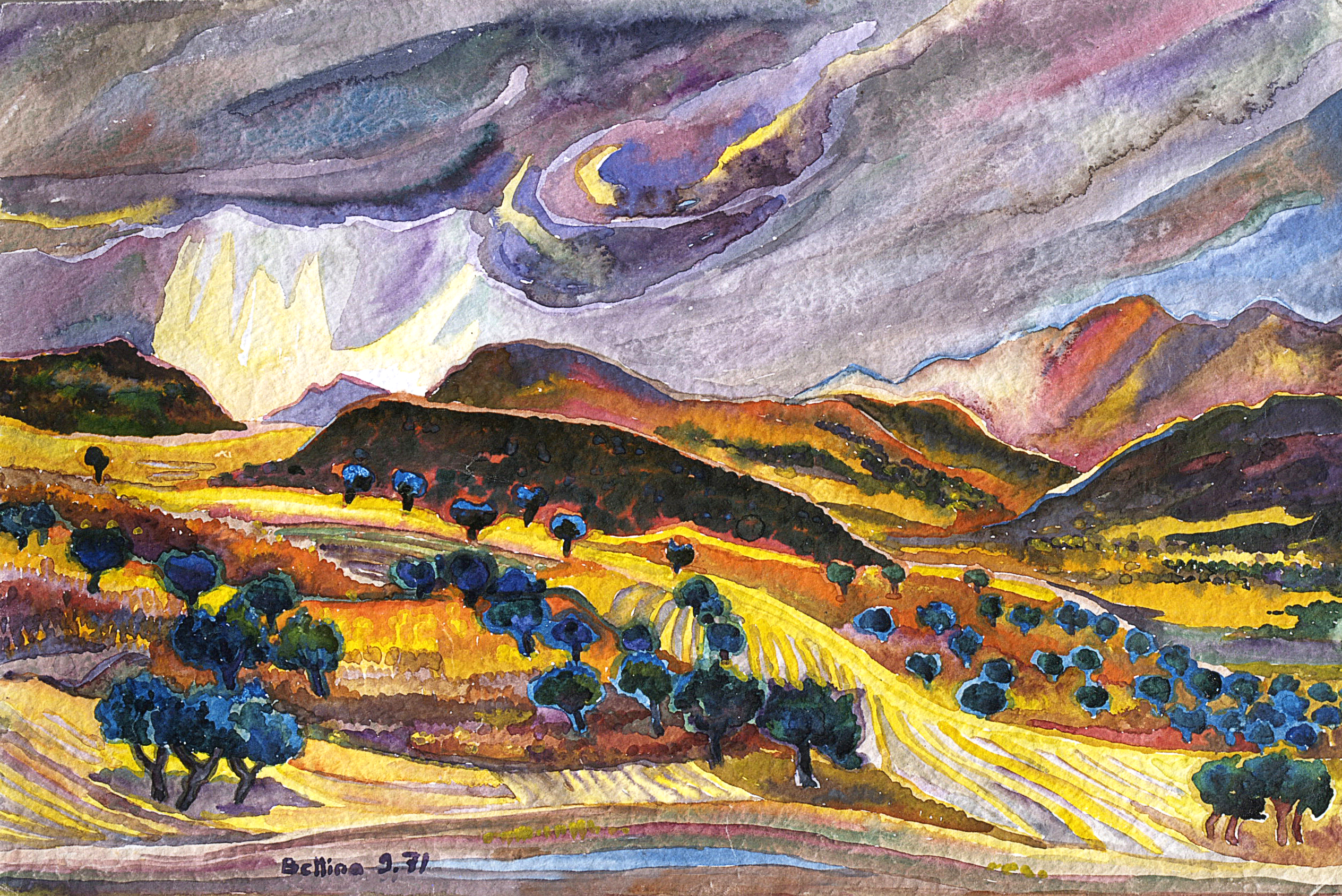
알제리의 여름 뇌우 (1974)

베티나 하이넨-아이예흐는 모든 그림 기법을 배웠지만 주로 수채화 그림을 그렸다. 야외 화가로서 그녀는 많은 풍경화를 그렸고 가끔은 초상도 그렸다고 한다. 알제리에 머물며 그녀는 독창적인 채색법을 개발한다. 그 이유는 겔마의 건조한 공기 때문에 유럽에서 와는 달리 수채화가 서로 섞이지 않고 되려 빠르게 말라 버렸기 때문이다. 따라서 그녀는 “강렬한 색깔들을 모자이크같이 여러 획으로“ 표현했다. 이러한 강렬한 색채의 조합은 알제리의 풍경과 빛에 대한 생생한 그림을 제공한다. 알제리에서 테러리즘이 빈번하던 1990년부터 2020년 까지 여행을 할 수 없어서 초상화, 정물화 또는 창밖의 풍경만 그렸다고 한다.
하지만 알제리에서 바뀐 것은 그녀의 채색법만이 아니라 성격도 바뀌었다고 한다. 그녀는 스스로 본인의 „유럽적 편견“에서 벗어나 겔마의 아름다운 자연에 “종속“ 되었다고 한다. “남쪽의 산 마후나의 들판은 내 모든 감각을 사로잡으며 내 상상력을 보존한다. 나는 봄에, 녹색 들판이 양귀비 꽃의 빨강 점들과 섞여 모든 색깔들로 빛날 때, 유럽의 짙은 녹색과는 멀리 떨어져서, 여름에, 파란색 보라색 봉우리들이 영롱한 금색의 밀밭 위로 솟을 때, 겨울에, 땅의 붉은 흙의 기운이 넘쳐 묘사하기 어려울 때, 이 지역을 그린다.“
1967년 저널리스트 맥스 메츠커는 뒤셀도르프 신문에 베티나 하이넨-아이예흐에 대해 쓴다: “그녀의 풍경화는 그 곳을 모르는 사람들에게도 공감을 일으킨다. 그녀의 초상화는 그 인물들의 묘사 뿐만이 아니라, 그 인물들의 깊은 곳에 있는 영혼의 묘사이기도 하다. “

## 전시회(선택)
- 1955년 바르트홈부르크의 요양원
- 1957년 노스 프리슬란트 박물관, 니센하우스 후숨; 쾨벤하운, 독일인 클럽
- 1958년 벨펜슐로스
- 1961년 베른, 슈나이더 갤러리
- 1962년 카이로, 독일 문화기관
- 1963년 졸링겐, 독일 칼날 박물관
- 1966년 뒤셀도르프,국제 학습센터 „디 뷔레케“
- 1970년 튀니스, „예술 살롱“ 전시회
- 1972년 함부르크, 현대미술 전시관
- 1973년 쉬프링에, 부르크호프 박물관; 라바트 괴테 인스티투트, 카사블랑카 괴테 인스티투트
- 1976년 글라트베크,비트링엔 성 박물관
- 1980년 렘샤이트 도시 박물관, 하스텐 지역 박물관
- 1984년 다마스쿠스, 괴테 인스티투트. 다마스쿠스 국립박물관이 작품 구매; 알레포, 국립박물관
- 1986년 엘우에드, 문화의 집
- 1990년 뷔르츠부르크, 오토-리히터-할래,마인프랑크 예술과 역사의 친구들 클럽; 파리, 알제리 문화센터
- 1992년 아룬델, 작은 갤러리
- 1993년 알제, 알제리 국립명화 박물관에서 120점이 넘는 회고전. 박물관이 작품 구매
- 1998년 졸링엔, 아우수스트-디케-고등학교, 125주년
- 2000년 졸링엔, 예술박물관 바덴; 파리 시청
- 2002년 알제, 독일-알제리 클럽
- 2003년 아헨,  프랑스 문화 센터에서 프랑스의 알제리 문화년 기념으로
- 2004년 알제, 알제의 국립 박물관에서 열린 100점 이상 전시된 두 번째 대형 회고전이며 당시 문화부장관 이였던 칼리다 투미의 후원을 받았다
- 2008년 앙제, 앙제 성
- 2017년 게오르그스마리엔휘테, 슈타마 빌라 박물관

## 미술관, 아카이브, 공공 컬렉션
화가 베티나 하이넨-아예흐의 그림과 문서는 유럽과 북아프리카의 여러 박물관, 기록 보관소, 공공 컬렉션에 보관되어 있다. 그 중 많은 작품들이 알제리 국립 명화박물관, 알제의 도시 아트 컬렉션 “삼손 갤러리“ 그리고 알제의 대통령 집무실에 소장 되어있다. 노르웨이에서는 알스타하우그 지역 공동체의 아트 컬렉션 소장 되어있다. 독일에서는 노르트라인베스트팔렌주 아트 컬렉션, 졸링엔 예술박물관 그리고 북프리스란드 박물관에 전시되었다. 또한 스위스는 그녀의 작품들을 취리히에 위치한 스위스 미술 역사 및 현대미술 기관인 SIK-ISEA에서 보관하고 있다.

## 영예
- 1976년 베티나 하이넨-아이예흐는
- 1993년 바덴, 조링엔의 문화상을
- 1998년 알제리의 콘스탄틴시가 그녀에게
- 2003년 문화부장관 칼리다 투미에게 전작
- 2006년 알제리 문화부에게 공식

## 출판물
- 한스 하이넨: 삶의 풍족 속에서. 시. U-Form 졸링겐
- 에르빈 보비엔: 정신과 세계 사이의 아름다운 게임 ISBN 3-88234-101-7.
- 1999 년 에르빈 보비엔, Werkverzeichnis – Raisonne 카탈로그 U-Form, 졸링겐 1999, ISBN 3-88234-103-3.

## 참고 문헌
- 에두아르트 팔렛 폰 카스텔베르그: 베티나 하이넨. 꼬맹이, 베른 1967년 (독어/불어)
- 알리 엘하지-타하르/한스 칼 페쉬: 베티나 하이넨-아이예흐. U-Form 출판사, 졸링겐 1982년
- 마리안 코파츠: 베티나 하이넨-아이예흐, 알제리의 수채화 및 그림. 발행인: 졸링겐의 스파카쎄. 1985
- 말리카 부압델라/다이애나 밀리스/버나드 짐머만: 베티나 하이넨-아이예흐 회고전 1951-1992. 발행인: 졸링겐의 스파카쎄. 1992년
- 말리카 부압델라: 국립명화 박물관 회고전의 „베티나“ 카탈로그. 1993년
- 한스 칼 페쉬: 베티나, 클라우스 빈스 콜렉션, 1999，ISBN 3-88234-106-8
- 데릴라 마하메드 오르팔리: 국립명화 박물관 회고전 „베티나“ 카탈로그. 2005년
- 타이에브 라락: 베티나, 한 화가와 한 나라의 만남. 베티나 하이넨-아이예흐 그리고 일제리. 2007 년
- 알리 엘하지 타하르/ 하룬 아예흐 박사: „베티나“. 다르 엘 켄즈 전시회, 알제, 2016.
- 타이에브 라락, 베티나. 화가와 풍경의 만남. 베티나 하이넨-아이예흐 그리고 알제리. 엔-나클라, 알제, 2018년, ISBN 978-9947-0-5382-9
- 클라우디아 쇠닝-칼렌더 박사; 베티나 하이넨-아이예흐: 움직임, 색깔, 빛. 한 화가의 예술적 유산. 아트 프로필, 미술 잡지, 발행 번호. 144-2021
- 크리스티나 스트렉퍼스: 예술가들의 식민지 그리고 현대의 증인. 졸링겐의 „검은 집“. In: 아트 프로필 미술 잡지, 48-53 쪽, 발행 번호. 148-2022

## 영화
- 1992년: 베티나 하이넨-아이예흐, 에르빈 보비엔에게 쓴 편지, 예술가 초상화 (하산 부압델라,비주얼리스 프로덕션 및 아발론 필름+ TV-프로덕션 협업, 졸링겐 1992년)
- 2002년: 베티나 하이넨-아이예흐, 자연의 찬송가(부알렙 아이사우이, CYM 아우디비쥬얼, 알제)
- 2010년: 기억의 예술 (베티나 하이넨-아이예흐의 첫 크로이츠탈 BR-포멧 리포트 „슈페사르트와 카르벤델 산맥 사이에서“)
- 2015: 알가우의 탈출지점- 기억의 예술: 크로이츠탈의 에르빈 보비엔(감독: 게오르그 바이엘과 루디 홀츠베르거. 바이엘-쿰펠-홀츠버거 재단)
- 2017: 베티나 하이넨-아이예흐 – 알제리의 졸링겐 화가(80세 까지 WDR의 „현지 시간 베르기세랜드“에 게시)